# Stadio Città di Coimbra
Lo stadio Città di Coimbra (in portoghese Estádio Cidade de Coimbra) è uno stadio di calcio situato a Coimbra, in Portogallo. Ha una capienza di 29 622 posti e ospita le partite casalinghe dell'Académica de Coimbra.

## Storia
Denominato inizialmente stadio municipale di Coimbra (in portoghese Estádio Municipal de Coimbra), fu costruito dal 2001 al 2003. Aveva una capienza di 15 000 posti a sedere, di cui solo una parte coperti. Fu poi ricostruito, ampliato e modernizzato in vista del campionato europeo di calcio 2004, di cui ha ospitato due partite.
Il 12 settembre 2003 lo stadio riaprì ufficialmente dopo la ristrutturazione e il 27 settembre ospitò un concerto dei Rolling Stones. Il 29 ottobre 2003 vi si giocò la prima partita dopo la riapertura, Académica-Benfica (1-3).
Nel 2011 ospitò la finale della Coppa di Portogallo.

## Altri usi
Lo stadio è usato di frequente come sede di eventi, tra cui concerti. Il 27 settembre fu sede di un concerto dei Rolling Stones. Nel maggio 2007 vi si esibì George Michael, mentre il 24 giugno 2012 fu la volta di Madonna. Il 2 e il 3 ottobre 2010 lo stadio ospitò due concerti degli U2. Il 25 e 26 giugno 2021 vi si tennero due concerti di Andrea Bocelli, mentre il 17, 18, 20 e 21 maggio 2023 l'impianto ha ospitato quattro concerti dei Coldplay.

## Incontri del campionato europeo di calcio 2004
| Arbitro: | Ivanov |

|                            |           |  |
| Rooney 23’ 75’ Gerrard 82’ | Marcatori |  |

| Arbitro: | Micheľ |

|                |           |                          |
| Vonlanthen 26’ | Marcatori | 20’ Zidane 76’ 84’ Henry |